# ジノ・ヘルナンデス
"ゴージャス" ジノ・ヘルナンデス（"Gorgeous" Gino Hernandez、本名：Charles Eugene Wolfe Jr.、1957年8月14日 - 1986年2月2日）は、アメリカ合衆国のプロレスラー。テキサス州ハイランド・パーク出身。1972年に日本で死去したプロレスラー、ルイス・ヘルナンデスは継父にあたる。
地元のテキサスを主戦場に、サンアントニオとダラスの2大プロモーションを股にかけて活躍。プロレス界でも屈指のハンサム・ガイでありながら、持ち前の向こうっ気の強さを活かし、不良系のヒールとして名を馳せた。イタリア系とヒスパニック系のハーフであり、ハンサム・ハーフ・ブリード（The Handsome Half-Breed）の異名を持つ。そのキャラクターは、弟弟子ショーン・マイケルズのハートブレイク・キッドにも通底している。

## 来歴
亡父ルイス・ヘルナンデスの従兄弟でもあるメキシコ系アメリカ人のスター、ホセ・ロザリオのトレーニングを受け、テキサスのサンアントニオ地区（後のSCW / サウスウエスト・チャンピオンシップ・レスリング）にて1975年にデビュー。その後、ベビーフェイスの新鋭としてザ・シークが牛耳るデトロイト地区で修業を積み、1977年1月8日にはブルドッグ・ドン・ケントを破りNWA USヘビー級王座を獲得した。同年はニューヨークのマディソン・スクエア・ガーデンにも出場し、3月7日の定期戦においてジョニー・ロッズから勝利を収めている。
1977年の下期よりテキサスに戻り、フリッツ・フォン・エリックが主宰するダラスのNWAビッグ・タイム・レスリング（後のWCCW / ワールド・クラス・チャンピオンシップ・レスリング）を主戦場とする。翌1978年3月、全日本プロレス『エキサイト・シリーズ』に初来日。同シリーズ後半戦にはリック・フレアーが特別参加しており、後のキャラクター形成に大きな影響を受けることとなる。

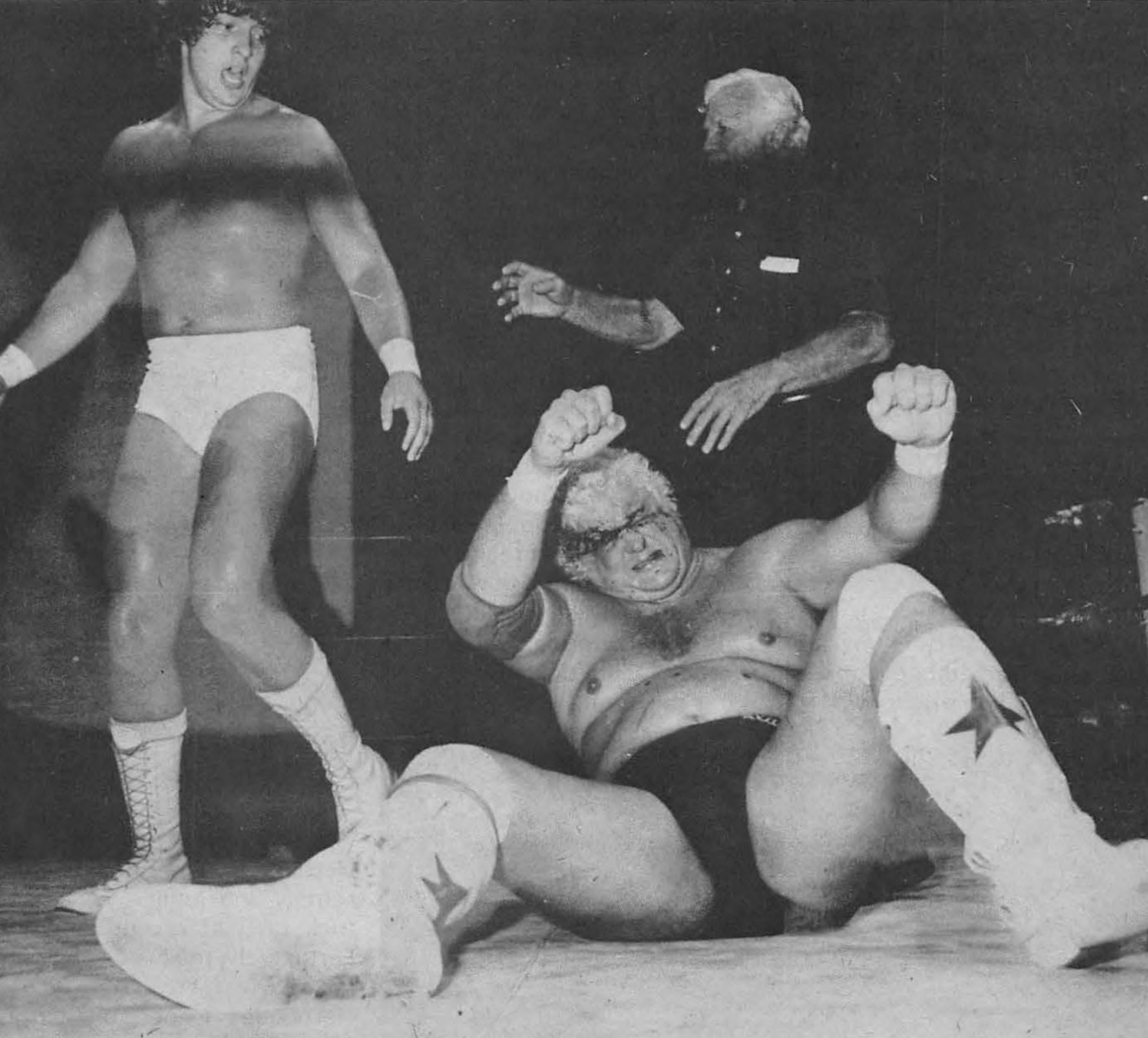
ダスティ・ローデスを流血に追い込むヘルナンデス（1978年）

以降は "ゴージャス・ジノ" を名乗り、フレアー・タイプの色悪系ヒールに転向。ダラス地区のフラッグシップ・タイトルだったNWAテキサス・ヘビー級王座を巡り、デビッド・フォン・エリックとの抗争を展開する。師匠のロザリオとも遺恨試合を行い、メキシコ人ルードのエル・グラン・マルクスをパートナーに、エル・ハルコンやタイガー・コンウェイ・ジュニアと組んだロザリオとNWAアメリカン・タッグ王座を争った。タッグ戦線ではジミー・スヌーカやブルーザー・ブロディのパートナーにも起用され、NWAテキサス・タッグ王座を計3回獲得している。
ダラス地区には1980年まで定着して、9月28日にはハーリー・レイスのNWA世界ヘビー級王座にも挑戦。1981年からは古巣サンアントニオのSCWに復帰。2月27日にはヒューストンでチャボ・ゲレロからNWAインターナショナル・ジュニアヘビー級王座を奪取している。同年8月、全日本プロレスの『スーパー・アイドル・シリーズ』に再来日。同シリーズではジプシー・ジョーの相棒となり、マスカラス兄弟（ミル・マスカラス&ドス・カラス）やリッキー・スティムボートらアイドル勢を相手にイキのいいラフファイトを披露、ヒールとしての持ち味を日本でも遺憾なく発揮して、次回の来日が期待された。
1982年はジム・バーネット主宰のジョージア・チャンピオンシップ・レスリングにもゲスト出場しており、ブラッド・アームストロングやトム・プリチャードに勝利。ロディ・パイパーのインタビュー・コーナーに出演した際には、女優ファラ・フォーセットのバースデイ・パーティーに招待されたことを鼻にかけ、彼女をモノにしたと嘯くなど色悪ぶりをアピール、ジョージア地区のトップ・ベビーフェイスとして女性ファンの支持を集めていたトミー・リッチを挑発した。
本拠地のSCWでは、団体のプロモーターであるジョー・ブランチャードの息子タリー・ブランチャードとのタッグチーム、ダイナミック・デュオ（The Dynamic Duo）を結成。1981年から1983年にかけて、ワフー・マクダニエル&テリー・ファンク、ブロディ&ディック・スレーター、ケン・ルーカス&リッキー・モートン、ザ・グラップラーズ（レン・デントン&トニー・アンソニー）などのチームを相手に、SCW認定のタッグ・タイトルを再三獲得した。

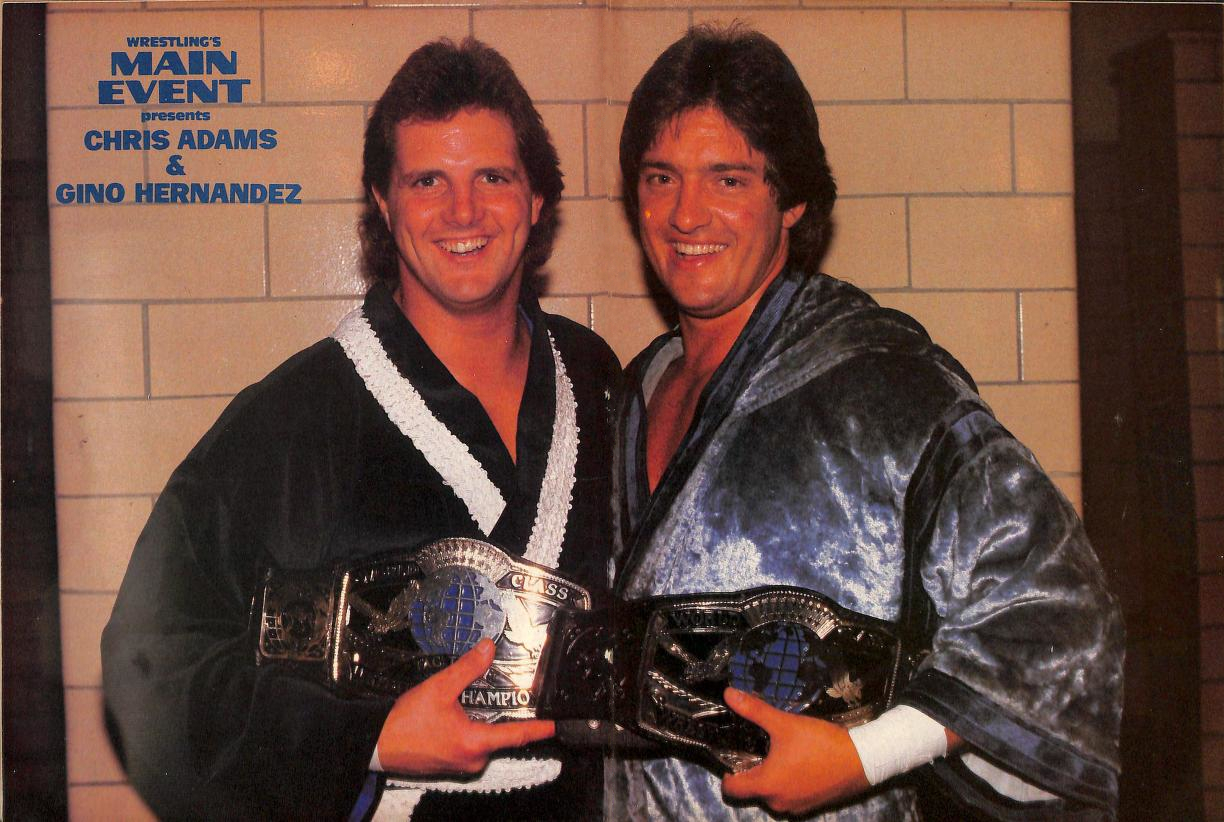
クリス・アダムス（左）とのダイナミック・デュオ（1985年）

1984年、ブランチャードのジム・クロケット・プロモーションズ移籍に伴い、チームを解散して再びダラスのWCCWに参戦。同年6月23日、手本としていたフレアーをトーナメントの決勝で下してテキサス・ヘビー級王座に返り咲く。1985年からは "ジェントルマン" クリス・アダムスを新パートナーにダイナミック・デュオを再編。NWAアメリカン・タッグ王座を巡るフォン・エリック兄弟（ケビン&ケリー・フォン・エリック）との抗争劇は、WCCWのドル箱カードとなった。
1986年、当時WCCWと提携を結んでいた新日本プロレスへの来日が決定。アダムスとのコンビで2月28日開幕のシリーズへの参加が発表されたが、来日を目前に控えた2月4日、ハイランド・パークの自宅で死亡しているところを発見される。検死の結果、死亡日は2月2日、死因はコカインの過剰摂取と判明した。28歳没。あまりにも突然の死のため自殺説や他殺説も囁かれたが、いずれも推測の域を出ていない。

## 得意技
- ブレーンバスター
- ドロップキック
- エルボー・バット
- エルボー・ドロップ

## 獲得タイトル
ナショナル・レスリング・アライアンス

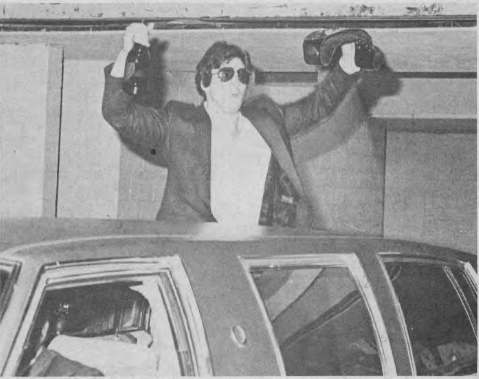
リムジンからチャンピオンベルトを誇示するヘルナンデス
（1981年）

- NWAインターナショナル・ジュニアヘビー級王座：1回[15]

NWAデトロイト
- NWA USヘビー級王座（デトロイト版）：1回[7]

ワールド・クラス・チャンピオンシップ・レスリング
- NWAアメリカン・ヘビー級王座：3回
- NWAアメリカン・タッグ王座：5回（w / エル・グラン・マルクス×3、ゲーリー・ヤング、クリス・アダムス×2）[12]
- NWAテキサス・ブラスナックル王座：1回[26]
- NWAテキサス・ヘビー級王座：6回[11]
- NWAテキサス・タッグ王座：3回（w / ジミー・スヌーカ、ブルーザー・ブロディ、パク・ソン）[13]
- NWA世界6人タッグ王座：1回（w / クリス・アダムス&ジェイク・ロバーツ）[27]

サウスウエスト・チャンピオンシップ・レスリング
- SCW世界タッグ王座：2回（w / タリー・ブランチャード）[22]
- SCWサウスウエスト・タッグ王座：5回（w / タリー・ブランチャード）[23]